# نادي إكاروس كاليثيا لكرة السلة
نادي إكاروس كاليثيا لكرة السلة (باليونانية: Ίκαρος Χαλκίδας)‏ هو فريق كرة سلة يوناني للمحترفين تأسس في سنة 1991 يقع مقره في كاليثيا.

## أبرز اللاعبين
من أبرز اللاعبين الذين لعبوا معه:
- أليكسيس كيرتسيس
- ديون تومسون
- جورجيوس تسياراس
- جيانيس كالامبوكيس
- محمد فايي
- بات كارول
- روميل بيك
- ساشا فاسيليفيتش
- فاسيليس سيمتساك
- فانس كومبوراس

## وصلات خارجية
- الموقع الرسمي